# Bộ luật Eshnunna
Bộ luật Eshnunna là các câu văn khắc trên hai phiến đá được tìm thấy tại Tell Abū Harmal, gần Baghdad, Iraq, hiện được lưu giữ trong Viện Bảo tàng Quốc gia Iraq với ký hiệu IM51059 (phiến A) và IM52614 (phiến B) và một mảnh vỡ nhỏ tìm thấy ở Tell Haddad (Haddad 116, công bố năm 1982). Hai phiến đá cùng mảnh vụn này có thể chỉ là các bản sao tách biệt của một nguồn tài liệu cổ hơn và có niên đại vào khoảng 1930 TCN, trong thời kỳ trị vì của Bilalama. Viện khảo cổ Iraq đã tìm thấy hai bộ phiến đá tương tự như nhau này vào các năm 1945 và 1947. Trong số hai phiến đá này thì phiến A gần như nguyên vẹn, nhưng bề mặt chịu nhiều tổn hại còn phiến B chỉ là phần dưới của phiến đá gốc nhưng được bảo tồn tốt hơn. Niên đại của hai phiến đá này không muộn hơn thời kỳ trị vì của Dadusha. Chính vì thế, trong một số nguồn tài liệu, bộ luật Eshnunna được đề cập tới như là bộ luật Bilalama do niềm tin rằng vị vua trị vì Eshnunna này có lẽ là người sáng tạo ra chúng vì văn bản của đoạn mở đầu được tách ra ở điểm (dòng 2) nơi tên vị vua này được chỉ rõ và cho rằng dữ liệu khảo cổ học chỉ hỗ trợ/cung cấp terminus ad quem (niên đại gần đúng của văn bản), nhưng Goetze và một số tác giả khác vẫn bảo vệ quan điểm cho rằng phiến đá B có nguồn gốc từ thời kỳ trị vì của Dadusha còn phiến A có thể có sớm hơn.
Các khác biệt giữa bộ luật Hammurabi và bộ luật Eshnunna đóng góp một cách đáng kể vào việc minh họa sự phát triển của luật pháp cổ đại bằng văn tự hình nêm. Eshnunna nằm ở phía bắc Ur trên sông Tigris và nó đã trở thành quan trọng về mặt chính trị sau khi vương triều thứ ba của Ur, do Ur-Nammu thành lập, bị sụp đổ.
Khác với các tập hợp pháp luật khác của vùng Mesopotamia, bộ luật này có tên gọi theo thành phố nơi người ta tìm thấy nó – Eshnunna (nay là Tell Asmar), nằm trên bờ sông Diyala, một nhánh của sông Tigris. Bộ tập hợp pháp luật này không phải là bộ luật hệ thống hóa thực sự và gần như 60 đoạn của nó được bảo tồn. Năm 1948, Albrecht Goetze từ đại học Yale đã phiên dịch và công bố chúng.
Albrecht Goetze đã chú ý tới kiểu đặc trưng trong cách biểu hiện văn bản. Bộ luật được sáng tác theo kiểu tạo thuận lợi cho việc ghi nhớ. Nhà khoa học người Israel và đồng thời là một trong số các chuyên gia hàng đầu về bộ tập hợp luật pháp này, Reuven Yaron từ Đại học Jerusalem khi đề cập về điều này đã phát biểu: "Điều có ý nghĩa đối với tôi – và có thể có ý nghĩa đối với những người đã tạo ra chúng gần 4.000 năm trước – là sự dễ dàng trong việc ghi nhớ văn bản."
Câu điều kiện ("Nếu A chứ không B" – giống như đối với các bộ luật khác vùng Mesopotamia) là thuộc tính của tập hợp pháp điển hóa này. Trong 23 đoạn, nó xuất hiện trong dạng šumma awilum – "Nếu một người đàn ông…" Sau khi nêu giả định, một hình phạt chính xác sẽ tiếp theo, chẳng hạn LU42(A): "Nếu một người đàn ông cắn và làm tổn thương nghiêm trọng mũi của một người đàn ông [khác], ông ta phải nộp một mina bạc."
Bộ luật chỉ ra rõ ràng các dấu hiệu của sự phân tầng xã hội, chủ yếu tập trung vào hai giai cấp có lẽ là khác biệt: muškenum và awilum. Phạm vi khách thể chịu điều chỉnh của bộ luật Eshnunna là rộng lớn hơn so với trường hợp của các bộ luật bằng văn tự hình nêm ra đời sớm hơn: awilum – những người đàn ông và đàn bà tự do (mar awilim và marat awilim), muškenum, vợ (aššatum), con trai (maru), các nô lệ cả hai giới: nam (wardum) và nữ (amtum) – không phải là các khách thể duy nhất của bộ luật như trong xã hội chiếm hữu nô lệ nguyên thủy, và các tội trong đó các nạn nhân/khách thể thuộc giai cấp nô lệ phải chịu sự trừng phạt, và tên gọi các giai cấp khác như ubarum, apþarum, mudum (không được xác lập chắc chắn là gì).
Reuven Yaron phân chia các loại tội phạm của bộ luật Eshnunna thành 5 nhóm. Các điều khoản của nhóm đầu tiên cần phải thu thập trong toàn bộ bộ luật còn các điều khoản của 4 nhóm còn lại được sắp xếp gần như có trật tự kế tiếp nhau:
1. Tội trộm cắp và các loại tội phạm liên quan,
2. Tịch biên giả mạo,
3. Các dạng tội phạm tình dục,
4. Các thương tật cơ thể,
5. Các tổn thất gây ra do bò húc, chó dữ và các trường hợp tương tự.

Phần lớn các loại tội phạm phải chịu hình phạt bằng tiền (một lượng bạc nhất định), nhưng một số tội phạm nguy hiểm như trộm đêm, giết người, một số tội phạm tình dục bị xử tử hình. Dường như là người ta tránh lạm dụng hình phạt tử hình (ngược lại với bộ luật Hammurabi), do công thức tiêu chuẩn awat napištim (hay din napištim): "Trường hợp liên quan đến sinh mạng … người đó sẽ chết" nghĩa là hành vi của bị cáo không thể coi là tội phạm khi hành động/không hành động mà người đó đã thực hiện có liên quan tới sinh mạng của chính họ (mà khác đi thì người đó sẽ chết).